# توم بكنغهام
توم بكنغهام (بالإنجليزية: Tom Buckingham)‏ هو كاتب سيناريو ومخرج أمريكي، ولد في 25 فبراير 1895 في شيكاغو في الولايات المتحدة، وتوفي في 7 سبتمبر 1934 في لوس أنجلوس في الولايات المتحدة.

## وصلات خارجية
- توم بكنغهام على موقع IMDb (الإنجليزية)
- توم بكنغهام على موقع ألو سيني (الفرنسية)
- توم بكنغهام على موقع أول موفي (الإنجليزية)
- توم بكنغهام على موقع قاعدة بيانات الأفلام السويدية (السويدية)
- توم بكنغهام على موقع قاعدة بيانات الفيلم (الإنجليزية)
- توم بكنغهام على موقع كينوبويسك (الروسية)